# Stenocercus ornatissimus
Stenocercus ornatissimus este o specie de șopârle din genul Stenocercus, familia Tropiduridae, descrisă de Girard 1857. Conform Catalogue of Life specia Stenocercus ornatissimus nu are subspecii cunoscute.